# Zarrinabad
Zarrinabad (újperzsa nyelven: زرین‌آباد) város Iránban, az ország északnyugati részén fekvő Zandzsán tartomány északkeleti részén fekvő Idzsrud megye székhelye. A 2006 évi népszámláláskor 1944 lakosa volt.

## Fekvése
Szoltánijetől keletre, Zandzsántól délnyugatra fekvő település. A városban több útvonal aszfaltozott borítású.

## Fordítás
- Ez a szócikk részben vagy egészben  a   Zarrinabad című angol Wikipédia-szócikk ezen változatának fordításán alapul.  Az eredeti cikk szerkesztőit annak laptörténete sorolja fel. Ez a jelzés csupán a megfogalmazás eredetét és a szerzői jogokat jelzi, nem szolgál a cikkben szereplő információk forrásmegjelöléseként.
- Ez a szócikk részben vagy egészben  a(z)   زرین‌آباد című perzsa Wikipédia-szócikk ezen változatának fordításán alapul.  Az eredeti cikk szerkesztőit annak laptörténete sorolja fel. Ez a jelzés csupán a megfogalmazás eredetét és a szerzői jogokat jelzi, nem szolgál a cikkben szereplő információk forrásmegjelöléseként.

1. ↑  جمعیت به تفکیک تقسیمات کشوری (perzsa nyelven). (Hozzáférés: 2023. október 29.)